# Shabel'nyky
Shabel'nyky  (ucraniano: Шабельники) es un pueblo del Raión de Berezivka en el Óblast de Odesa de Ucrania. Según el censo de 2001, tiene una población de 291 habitantes.